# Taylor Atelian
Taylor Marie Atelian (Santa Barbara, 27 marzo 1995) è un'attrice, ballerina e cantante statunitense.

## Interpretazioni
Interpreta il personaggio di Ruby, la figlia maggiore di Jim e Cheryl nella sitcom della ABC e di Italia 1 e Fox sulla piattaforma Sky La vita secondo Jim. È apparsa nel video musicale Celebrity di Brad Paisley, insieme alla co-protagonista di La vita secondo Jim Billi Bruno. È stata nominata nel 2006, 2005, 2004, 2003 e 2002 per il Young Artist Award come Miglior Performance in una serie TV. Insieme ai co-protagonisti di La vita secondo Jim (Jim Belushi, Larry Joe Campbell e Billi Bruno) è apparsa in uno spot a favore del V-Chip,  una tecnologia utilizzata nei ricevitori di televisori in Canada, Brasile e Stati Uniti che consente il blocco dei programmi in base alla loro categoria di rating. Il titolo dello spot è A better Community (Una comunità migliore) ed è stato realizzato per l'ABC. Taylor pratica tip tap, balletto e jazz e frequenta la Scuola di Danza Rudenko. È apparsa in numerose produzioni tra le quali Alice nel Paese delle Meraviglie, Pinocchio, e Babes in Toyland, al Lobero Theatre.